# 鹵部
鹵部（）は、漢字を部首により分類したグループの一つ。
康熙字典214部首では197番目に置かれる（11画の3番目、亥集の11番目）。

## 概要

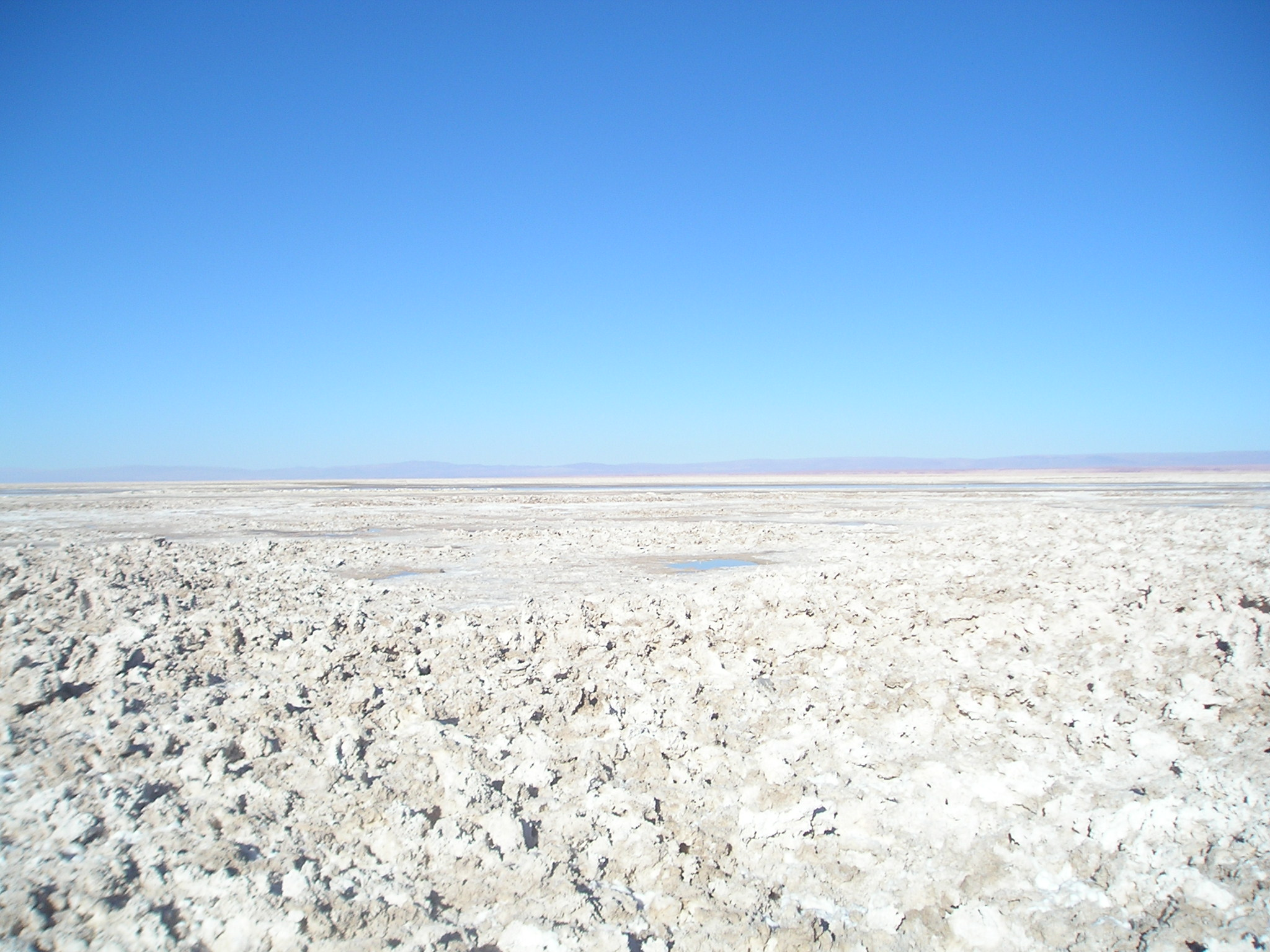
塩鹹地

「鹵」字は塩を産出する西方内陸部の塩鹹地を意味する。東方すなわち沿岸部の塩鹹地を「㡿（斥）」といい、西方すなわち内陸部の塩鹹地を「鹵」と呼んだ。『説文解字』は具体的な地名として安定郡鹵県（現甘粛省）を挙げている。また引伸してそこから産出される塩自体を指すようにもなり、これを「塩鹵」ともいう。『史記』貨殖列伝に「山東は海塩を食し、山西は塩鹵を食す」という記述がある。また「鹵」字には「鹵莽」という熟語で大雑把な様子を表す意味があり、さらに「櫓」に通じて大きな盾、「擄」に通じて略奪するといった意味がある。
その字形について『説文解字』は西方の塩鹹地であることから、「西」字の省略形から構成されると強引な解釈をしている。甲骨文字など古文字では区切られた4つの空間の中に点がある形であり、塩を卤（西の異体字、上を縄で縛った袋）の形に象るといった説、塩を浚う竹籠の形に象るといった説、塩を盛った器に象るといった説などがあるが、どの説も区画中央の点が塩を表しているとする。
偏旁の意符としては塩に関することを示す。なお「塩」という常用漢字は「鹽」字の省略形による異体字であり、「口」部分が「鹵」に当たった。
鹵部はこのような意符を構成要素にもつ漢字を収める。

## 簡略化
中国の簡化字では「卤」を用い、点をなくした字に簡略化している。

## 部首の通称
- 日本：ろ・しお
- 韓国：소금밭로부（sogeumbat ro bu、塩田の鹵部）
- 英米：Radical salt

## 部首字
鹵
- 中古音
  - 広韻 - 郎古切、姥韻、上声
  - 詩韻 - 麌韻、上声
  - 三十六字母 - 来母
- 現代音
  - 普通話 - ピンイン：lǔ 注音：ㄌㄨˇ ウェード式：lu3
  - 広東語 - Jyutpinglou5 イェール式:lou5
- 日本語 - 音：ロ（漢音） 訓：しおち・しお
- 朝鮮語 - 音：로(ro) 訓：소금밭（sogeumbat、塩田）

## 例字
- 鹵
  - 9:鹹、10:鹺、13:鹼（鹸8・鹻10）・鹽（塩→土部）
- 卤（意味・辞書によって部首が異なる。鹵・滷の簡体字の場合はこの部首）